# Cmentarz żydowski w Sławnie
Cmentarz żydowski w Sławnie – cmentarz został założony w połowie XIX wieku i mieścił się przy obecnych ulicach Mieszka I i Gdańskiej. Był ogrodzony murem. Miał powierzchnię 0,4 hektara. W 1939 został zniszczony. W latach 60. XX wieku nagrobki używane były do budowy dróg. Obecnie jest to porośnięty trawą plac. Zachowały się jedynie fragmenty rozbitych macew i fragmenty murowanego ogrodzenia z 1905 roku. W mieście istniała również synagoga, przy obecnej ulicy Mariana Rapackiego (ówczesna Mühlen Straße). Pierwszy obiekt notowany jest już w 1840 roku, w nocy z 10 na 11 października 1846 roku strawił go pożar. Dwa lata później wzniesiono nową synagogę. Do gminy należała również kamienica przy ulicy Rapackiego 12. Synagoga dotrwała do czasów II wojny światowej, pierwszych zniszczeń dokonano podczas pogromu Żydów w Noc kryształową (z 9 na 10 listopada 1938 roku), ale budynek przetrwał kolejne lata. Pod koniec wojny przetrzymywano w nim jeńców sowieckich, na krótko przed wkroczeniem do miasta wojsk Armii Czerwonej (7 marca 1945 roku) podpalono synagogę, która doszczętnie spłonęła.
Dnia 3 października 1999 roku gościła w Sławnie delegacja członków sekcji amerykańskiej Międzynarodowego Towarzystwa im. Dietricha Bonhoeffera. Uczestnicy odsłonili na ścianie kaplicy cmentarnej tablicę pamiątkową o następującej treści: „Pamięci Gminy Żydowskiej mieszkającej w okolicach Sławna od 1812 roku. / W 1938 roku naziści spalili wszystkie synagogi i zniszczyli nagrobki. Do 1942 roku / wszyscy żydzi zostali wypędzeni ze Sławna, większość do obozów śmierci na / wschodzie. Zostały tylko ruiny cmentarza.” Tekst umieszczono dodatkowo w języku angielskim i niemieckim, tablicę podpisano w języku angielskim: „Travelers from Poland, Germany, and the U.S.A. October 1999”. Tablicę wykonał koszaliński rzeźbiarz Zygmunt Wujek.
Z inicjatywy miasta (Miejskie Przedsiębiorstwo Gospodarki Komunalnej i Mieszkaniowej - zarządca cmentarza komunalnego), w latach 2016-2017 ocalałe nagrobki sprzed 1945 (głównie żydowskie), zostały zgromadzone w Lapidarium sławieńskim, które znajduje się na dawnym cmentarzu. 